# 2010年9月逝世人物列表
2010年逝世人物列表：1月 - 2月 - 3月 - 4月 - 5月 - 6月 - 7月 - 8月 - 9月 - 10月 - 11月 - 12月
2010年9月逝世人物列表，是用于汇总2010年9月期间逝世人物的列表。

## 依日期排序

### 1日
- 湯瑪斯·佩德羅·巴博薩·達席爾瓦·努內斯，67歲，葡萄牙羅馬天主教主教，里斯本輔理主教（自1998年起）。[1]
- 科爾維爾·巴克萊爵士，97歲，英國畫家和植物學家。[2]
- 羅伯特·卡特勒（Robert B. Cutler），96歲，美國奧運賽艇運動員。[3]
- Wakanohana Kanji I，82歲，日本相撲選手，腎癌。[4]
- 卡米·金（Cammie King），76歲，美國女演員（《亂世佳人》），肺癌。[5]
- Don Lang，95歲，美國棒球運動員，長期患病。[6][7]
- 莫莉·拉澤奇科（Molly Lazechko），84歲，美國政治家。[8]
- Jean Nelissen，74歲，荷蘭自行車記者。[9]

### 2日
- 羅蘭·阿爾平（Roland Arpin），76歲，加拿大教育家，溝通者和公共行政人員，帕金森病。[10]
- 特雷弗·比爾德（Trevor Beard），90歲，澳大利亞醫生。[11]
- 赫爾曼·德赫薩（GermánDehesa），66歲，作家兼播音員，癌症。[12][13]
- Shmuel Eisenstadt，86歲，以色列社會學家。[14]
- 鮑勃·洛夫萊斯（Bob Loveless），81歲，美國刀具製造商和製造商。[15]
- 愛琳·尼爾恩（Eileen Nearne），89歲，二戰期間的英國特種作戰執行特工，心臟病發作。[16]（屍體於這一天被發現）
- 佩德羅·馬科斯·里貝羅·達科斯塔，88歲，安哥拉羅馬天主教主教，索里莫主教（1977-1997）。[17]
- Jackie Sinclair，67歲，蘇格蘭足球運動員（鄧弗姆林競技，紐卡斯爾聯隊），癌症。[18]
- 利奧·特雷普（Leo Trepp），97歲，德國出生的美國拉比，是大屠殺最後一位倖存的德國拉比見證人。[19]
- 摩根·懷特（Morgan White），86歲，美國演員和兒童電視節目主持人。[20]

### 3日
- 拉裡·阿什米德（Larry Ashmead），78歲，美國圖書編輯。[21]
- 米奇·伯恩（Micky Burn），97歲，英國作家和詩人。[22]
- 大衛·布希內爾（David Bushnell），86歲，美國歷史學家，哥倫比亞癌症專家。[23]
- 邁克·愛德華茲（Mike Edwards），62歲，英國大提琴家（電光樂團），交通事故。[24]
- 諾亞·霍華德（Noah Howard），67歲，美國爵士薩克斯管演奏家。[25]
- 杜尚·盧卡希克，78歲，捷克奧運籃球運動員。[26]
- 羅伯特·施梅爾（Robert Schimmel），60歲，美國單口喜劇演員（霍華德·斯特恩秀），交通事故。[27]
- 西里爾·史密斯爵士，82歲，英國政治家，羅奇代爾議會議員（1972-1992）。[28]
- 何塞·奧古斯托·托雷斯（José Augusto Torres），71歲，葡萄牙足球運動員和教練，阿爾茨海默病。[29][30]

### 4日
- 奧列克桑德拉·班杜拉（Oleksandra Bandura），92歲，烏克蘭教師和文學學者。[31]
- 弗朗西斯·傑拉德·布魯克斯（Francis Gerard Brooks），86歲，北愛爾蘭羅馬天主教主教，德羅莫爾主教（1976-1999）。[32]
- 保羅·康拉德（Paul Conrad），86歲，美國普利策獎得主政治漫畫家（《洛杉磯時報》）。[33]
- 約翰·古裡埃（John Gouriet），75歲，英國政治活動家（自由協會）和作家。[34][35]
- 卡爾曼·庫爾恰爾，82歲，匈牙利法學家和政治家，司法部長（1988-1990）。[36]

### 5日
- 赫德利·比爾（Hedley Beare），77歲，澳大利亞教育領袖。[37]
- Corneille Guillaume Beverloo，88歲，荷蘭藝術家。[38]
- David Dortort，93歲，美國電視製片人和作家（Bonanza，The High Chaparral）。[39]
- 路德維格·艾卡斯（Ludvig Eikaas），89歲，挪威藝術家。[40]
- 伊莉莎白·詹金斯（Elizabeth Jenkins），104歲，英國作家。[41]
- 路易斯·恩科西（Lewis Nkosi），73歲，南非作家。[42]
- 霍米·塞特納（Homi Sethna），86歲，印度核科學家和化學工程師。[43]
- R·史密斯·辛普森（R. Smith Simpson），103歲，美國外交官。[44]
- 阿卜杜勒·曼南·賽義德（Abdul Mannan Syed），67歲，孟加拉國詩人。[45]
- 傑斐遜·湯瑪斯（Jefferson Thomas），67歲，美國民權先驅，小石城九人組成員，胰腺癌。[46]
- Shoya Tomizawa，19 歲，日本 Moto2 摩托車賽車手，賽車撞車。[47]
- 安傑洛·瓦薩洛（Angelo Vassallo），56歲，義大利政治家，波利卡市長，被槍殺。[48]

### 6日
- 克萊夫·唐納（Clive Donner），84歲，英國電影導演（《看護人》《新貓咪》），阿爾茨海默病。[49]
- 鮑勃·詹克斯（Bob Jencks），69歲，美式橄欖球運動員（芝加哥熊隊），心臟病發作。[50]
- 約翰·麥凱勒（John McKellar），80歲，澳大利亞喜劇作家。[51]
- 伊馮娜·奧尼爾（Yvonne O'Neill），74歲，加拿大政治家，渥太華-里多（1987-1995）MPP，癌症。[52]

### 7日
- 克勞德·貝查德（Claude Béchard），41歲，加拿大政治家，Kamouraska-Témiscouata（1997-2010）的MNA，癌症。[53]
- 埃伯哈德·馮·布勞希奇（Eberhard von Brauchitsch），83歲，德國工業經理，自殺。[54]
- 克勞斯·費爾特（Klaus Feldt），98歲，德國二戰Korvettenkapitän（護衛艦上尉）。[55]
- 阿瑪律·加里博維奇，19歲，塞爾維亞奧運越野滑雪運動員，交通事故。[56]
- William H. Goetzmann，80歲，美國歷史學家。[57]
- 芭芭拉·霍蘭德（Barbara Holland），77歲，美國作家，肺癌。[58]
- 傑克·克肖（Jack Kershaw），96歲，美國律師，代表詹姆斯·厄爾·雷（James Earl Ray）。[59]
- 約翰·克魯格（John Kluge），95歲，德國出生的美國企業家和億萬富翁，美國首富（1989-1990）。[60]
- Brendan Lyons，83歲，澳大利亞政治家，塔斯馬尼亞州巴斯眾議院議員（1982-1986）。[61]
- Riad al-Saray，35歲，伊拉克電視節目主持人，被槍殺。[62]
- 華金·索萊爾·塞拉諾，91歲，西班牙記者，阿爾茨海默病。[63]
- 葛籣·沙迪克斯（Glenn Shadix），58歲，美國演員（Beetlejuice，耶誕節前的噩夢，Heathers），摔倒受傷。[64]
- Wilebaldo Solano，94歲，西班牙內戰期間的西班牙共產主義活動家。[65]
- 盧修斯·沃克（Lucius Walker），80歲，美國牧師，心臟病發作。[66]

### 8日
- 瓦齊爾·阿加，88歲，巴基斯坦烏爾都語作家、詩人、評論家和散文家。[67]
- 珍妮·阿爾法（Jenny Alpha），100歲，出生於馬丁尼克島的法國女演員和歌手。[68]
- 哈德利·卡利曼（Hadley Caliman），78歲，美國爵士薩克斯管演奏家，肝癌。[69]
- 裡奇·克羅寧（Rich Cronin），36歲，美國流行歌手和詞曲作者（LFO），中風與急性髓系白血病有關。[70]
- 艾倫·戴爾·瓊（Allen Dale June），91歲，美國原始納瓦霍密碼說話者。[71]
- 湯瑪斯·金茨伯格（Thomas Guinzburg），84歲，美國編輯，《巴黎評論》的聯合創始人和聯合創始人，心臟搭橋手術的併發症。[72]
- 伊拉克記者薩法·阿卜杜勒·哈米德（Safah Abdul Hameed）被槍殺。[73]
- 伯尼斯·拉普，92歲，美國奧運銅牌得主（1936年）游泳運動員。[74]
- 穆拉利，46歲，印度泰米爾演員，心臟病發作。[75]
- 歐文·西爾伯（Irwin Silber），84歲，美國作家和記者，阿爾茨海默病併發症。[76]
- 以色列塔爾，86歲，以色列將軍。[77]
- 喬治·威廉姆斯（George C. Williams），84歲，美國進化生物學家，帕金森病。[78]

### 9日
- 吉恩·凱斯（Gene Case），72歲，美國廣告主管，心臟病發作。[79]
- 赫里貝托·科雷亞·耶佩斯，94歲，哥倫比亞布埃納文圖拉代牧（1973-1996）。[80]
- Lennie von Graevenitz，75歲，南非拳擊手。[81]
- 本特·拉森（Bent Larsen），75歲，丹麥國際象棋特級大師。[82]
- Rauno Mäkinen，79歲，芬蘭摔跤運動員和奧運會金牌得主。[83]
- Venu Nagavally，61歲，印度演員和編劇。[需要引證]
- 埃迪·菲力浦斯（Eddie Phillips），80歲，美國棒球運動員（聖路易斯紅雀隊）。[84]
- 瑪麗·理查德（Mary Richard），70歲，加拿大原住民活動家和政治家。[85]
- 里卡多·薩法蒂（Riccardo Sarfatti），70歲，義大利商人，交通事故。[86]
- 卡米拉·斯克瓦達諾夫斯卡，62歲，波蘭奧運擊劍運動員。[87]
- 弗蘭克·萬拉斯（Frank Wanlass），77歲，美國電氣工程師。[88]

### 10日
- 瑪格麗特·奧爾德（Margaret Auld），78歲，蘇格蘭護士。[89]
- 胡安·馬里·布拉斯（Juan Mari Brás），82歲，波多黎各獨立宣導者。[90]
- 吉澤拉·達利（Gizela Dali），70歲，希臘女演員，癌症。[91]
- 53歲的委內瑞拉記者和政治家、瓜里科州長威廉·拉拉（Willian Lara）溺水身亡。[92]
- Fridrikh Maryutin，85歲，俄羅斯奧運足球運動員。[93]
- 比莉·梅·理查茲（Billie Mae Richards），88歲，加拿大配音演員（《愛心熊電影》、《紅鼻子馴鹿魯道夫》、《魯道夫的閃亮新年》），中風。[94]
- 安德列·季莫申科，41歲，俄羅斯足球運動員。[95]
- 埃德溫·查理斯·塔布（Edwin Charles Tubb），90歲，英國科幻作家。[96]
- 羅恩·沃爾特斯（Ron Walters），72歲，美國學者和民權活動家，癌症。[97]

### 11日
- Opal Wilcox Barron，95歲，美國西佛吉尼亞州第一夫人（1961-1965）。[98]
- 湯瑪斯·賓厄姆（Thomas Bingham），康希爾男爵賓厄姆（Baron Bingham），76歲，英國法官和大法官，癌症。[99]
- Bärbel Bohley，65歲，德國藝術家和反對派人物，肺癌。[100]
- 休·克拉克（Hugh Clark），86歲，英國軍官。[101][102]
- King Coleman，78歲，美國節奏藍調歌手（“Do the Mashed Potatoes”），心力衰竭。[103]
- 哈羅德·古爾德（Harold Gould），86歲，美國演員（《毒刺》《羅達》《金童玉女》），前列腺癌。[104]
- Gunnar Hoffsten，86歲，瑞典爵士音樂家。[105]
- 羅恩·克萊默（Ron Kramer），75歲，美式橄欖球運動員（綠灣包裝工隊，底特律雄獅隊），心臟病發作。[106]
- 凱文·麥卡錫（Kevin McCarthy），96歲，美國演員（《身體搶奪者入侵》），自然原因。[107]
- 法蒂·奧斯曼（Fathi Osman），82歲，埃及作家，心力衰竭。[108]
- 塔維·彼特爾（Taavi Peetre），27歲，愛沙尼亞推桿，溺水身亡。[109][110]
- 迭戈·羅德裡格斯·卡諾（Diego Rodríguez Cano），22歲，烏拉圭足球運動員（國家足球俱樂部），交通事故。[111]
- 邁克·肖（Mike Shaw），53歲，美國職業摔跤手，心臟病發作。[112]
- Kei Tani，78歲，日本喜劇演員。[113]

### 12日
- 查理斯·安斯巴赫（Charles Ansbacher），67歲，美國指揮家。[114]
- Val Belcher，56歲，美國出生的加拿大足球運動員（渥太華粗野騎士隊），心力衰竭。[115]
- Pietro Calabrese，66歲，義大利記者（Il Messaggero，La Gazzetta dello Sport，Panorama），肺癌。 [116]
- 克勞德·夏布羅爾（Claude Chabrol），80歲，法國電影導演（《包法利夫人》《女人的故事》）。[117]
- 卡爾曼·科恩（Kalman J. Cohen），79歲，美國經濟學家。[118][119]
- Honor Frost，92歲，英國水下考古學家。[120]
- 君特·赫塞爾曼（Günter Heßelmann），85歲，德國奧運運動員。[121]
- 瓦內特·霍尼伍德（Varnette Honeywood），59歲，美國畫家，癌症。[122]
- 阿吉裡斯·卡維達斯（Argiris Kavidas），34歲，希臘演員（Strella），心臟驟停。[123]
- La Fiera，49歲，墨西哥職業摔跤手，被刺傷。[124][125]
- 韋斯利·杜克·李（Wesley Duke Lee），78歲，巴西視覺藝術家，心力衰竭。[126]
- 裘蒂思·默克爾·萊利（Judith Merkle Riley），68歲，美國教授和作家，卵巢癌。[127]
- Swarnalatha，37歲，印度歌手，肺部感染。[128]
- 喬·塔爾諾夫斯基（Joe Tarnowski），88歲，波蘭出生的蘇格蘭電子工程師和情報官員。[129]

### 13日
- 約翰·阿倫德爾·巴恩斯（John Arundel Barnes），92歲，澳大利亞出生的英國社會人類學家。[130]
- 斯坦·古奇（Stan Gooch），78歲，英國心理學家。[131]
- 唐·古德森（Don Goodson），77歲，英國板球運動員（萊斯特郡）。[132]
- 洛恩·格林納威（Lorne Greenaway），77歲，加拿大政治家，Cariboo-Chilcotin議員（1979-1988），肌萎縮側索硬化症。[133]
- 吉姆·格林伍德（Jim Greenwood），81歲，蘇格蘭橄欖球運動員。[134]
- 85歲的美國病毒學家羅伯特·麥科勒姆（Robert W. McCollum）發現了與脊髓灰質炎和肝炎、心力衰竭有關的疾病。[135]
- 羅伯特·羅姆普雷，81歲，美國冰球運動員。[136][137]
- 芭芭拉·史密斯（Barbara B. Smith），88歲，美國宗教領袖，肺纖維化。[138]
- 格斯·威廉姆斯（Gus Williams），73歲，澳大利亞原住民領袖和鄉村音樂歌手。[139]

### 14日
- 穆罕默德·阿昆（Mohammed Arkoun），82歲，阿爾及利亞出生的法國伊斯蘭哲學家，索邦大學教授。[140]
- 卡特琳娜·博拉托（Caterina Boratto），95歲，義大利電影女演員。[141][142]
- 詹姆斯·克萊明森爵士，89歲，英國士兵和商人。[143]
- 拉爾夫·T·科（Ralph T. Coe），81歲，美國藝術博物館館長，美洲原住民宣導者，自然原因。[144]
- 根納季·格拉西莫夫，80歲，俄羅斯外交官，蘇聯駐葡萄牙大使（1990-1995）。[145]
- 何塞·賈內（JoséJanene），55歲，巴西政治家，捲入門薩朗醜聞，感染性休克。[146]
- 弗雷德里克·耶利內克（Frederick Jelinek），77歲，捷克出生的美國語音識別研究員。[147]
- 保羅·馬查多·德·卡瓦略·菲略（Paulo Machado de Carvalho Filho），86歲，巴西商人，Jovem Pan Radio的創始人。[148]
- 弗朗西斯·曼蘇爾·扎耶克（Francis Mansour Zayek），89歲，美國馬龍派天主教主教，布魯克林聖馬龍大主教。[149]
- 道奇·摩根（Dodge Morgan），78歲，美國商人，歷史上第四位獨自環遊地球的人，癌症。[150]
- 弗朗西斯科·里貝羅（Francisco Ribeiro），45歲，葡萄牙音樂家（Madredeus），肝癌。[151]
- 尼古拉斯·塞爾比（Nicholas Selby），85歲，英國演員。[152]
- 卡爾曼·托爾奈（Kálmán Tolnai），85歲，匈牙利奧運水手。[153]
- James E. Winner Jr.，81歲，美國企業家，The Club的發明者，交通事故。[154]

### 15日
- Arrow，60歲，蒙特塞拉特索卡音樂家（“Hot Hot Hot”），腦癌併發症。[155]
- 安吉迪·切蒂亞爾，82歲，模里西斯政治家，總統（2002年）和副總統（1997-2002年;自2007年起）。[156]
- 貝蒂·西利爾斯-巴納德（Bettie Cilliers-Barnard），95歲，南非藝術家，自然原因。[157]
- 弗蘭克·賈維斯（Frank Jarvis），70歲，英國角色演員（《義大利工作》《太遠的橋》）。[158][159]
- 阿爾文·克倫茨勒（Alvin Krenzler），89歲，美國法官和房地產開發商。[160]
- Al LaMacchia，89歲，美國棒球運動員（聖路易士布朗隊）和高管，中風。[161]
- 理查·利夫西，塔爾加斯的利夫西男爵，75歲，英國政治家，佈雷肯和拉德諾郡議員（1985-1992;1997-2001）。[162]
- Erkki Rönnholm，86歲，芬蘭奧運運動員。[163]
- Peter Stebler，83歲，瑞士奧運會銀牌得主（1948年），賽艇運動員。[164]
- Guido Turchi，93歲，義大利作曲家。[165]

### 16日
- 維克多·阿迪貝·奇奎（Victor Adibe Chikwe），72歲，奈及利亞羅馬天主教主教，阿希亞拉第一任主教（自1988年起）。[166]
- 伯尼·科拉斯，56歲，比利時政治家，參議員（自2007年起）。[167]
- 詹姆斯·迪利恩，81歲，美國奧運銅牌得主（1952年）鐵餅投擲者。[168][169]
- 海倫·埃斯科韋多（Helen Escobedo），76歲，墨西哥藝術家和雕塑家，癌症。[170][171]
- 伊姆蘭·法魯克，50歲，巴基斯坦政治家（1992-2010），被刺傷。[172]
- 弗里德里希·威廉（Friedrich Wilhelm），霍亨索倫親王，86歲，霍亨索倫-西格馬林根家族的德國首領（自1965年起）。[173]
- John D. Goeken，80歲，美國企業家，MCI Communications創始人，癌症。[174]
- 茨維坦·戈洛梅耶夫，49歲，保加利亞奧運游泳運動員。[175]
- Keiju Kobayashi，86歲，日本演員，心力衰竭。[176]
- 米奇·曼漢姆（Mickey Mangham），71歲，美式足球運動員。[177]
- George N. Parks，57歲，美國大學樂隊指揮（馬薩諸塞大學阿默斯特分校），心臟病發作。[178]
- 馬里奧·羅德裡格斯·科沃斯（Mario Rodríguez Cobos），72歲，阿根廷政治家、作家和宗教領袖。[179]
- 傑克·沙利文（Jack Sullivan），75歲，美國籃球運動員和勞工遊說者，感染性休克。[180]
- 吉姆·塔爾斯（Jim Towers），77歲，英格蘭足球運動員（布倫特福德）。[181][182]
- Wayne Twitchell，62歲，美國棒球運動員（密爾沃基釀酒人隊，紐約大都會隊），癌症。[183]
- 漢斯·瓦格納（Hans Wagner），87歲，奧地利冰球運動員。[184]
- 羅伯特·懷特（Robert J. White），84歲，美國神經外科醫生。[185]

### 17日
- 羅伯特·巴賓頓（Robert Babington），90歲，英國政治家，北愛爾蘭下議院議員（1969-1972）。[186]
- 格洛麗亞·科隆（Gloria Colón），79歲，波多黎各奧運擊劍運動員。[187]
- 塞爾吉奧·迪·斯特凡諾（Sergio Di Stefano），71歲，義大利演員和配音演員，心臟病發作。[188]
- Puttaraj Gawai，96歲，印度印度斯坦歌手。[189]
- Whitey Grant，94歲，美國吉他手（Whitey and Hogan）。[190]
- András Harangvölgyi，86歲，匈牙利奧運滑雪運動員。[191]
- 比爾·利特爾約翰（Bill Littlejohn），96歲，美國動畫師（《湯姆和傑瑞》《花生》），自然原因。[192]
- Jean-Marcel Jeanneney，99歲，法國政治家，司法部長（1969年）。[193]
- 路易士·馬克斯（Louis Marks），82歲，英國編劇和製片人。[194]
- Vojteh Ravnikar，67歲，斯洛維尼亞建築師。[195]
- Noble Threewitt，99歲，美國賽馬訓練師。[196]
- 羅伯特·特魯克斯，93歲，美國海軍上尉和火箭工程師，前列腺癌。[197]
- 韋恩·溫特羅德（Wayne Winterrowd），68歲，美國園藝專家，心力衰竭。[198]

### 18日
- 穆罕默德·阿布-凱爾（Mohamed Abul-Khair），34歲，沙烏地阿拉伯恐怖分子，無人機襲擊。[199]
- 詹姆斯·培根，96歲，美國作家、記者和演員（《逃離人猿星球》、《流星》），心力衰竭。[200]
- Øystein Gåre，56歲，挪威足球教練（Bodø/Glimt，挪威U21），短暫生病後。[201]
- 奧布里·傑克曼（Aubrey Jackman），89歲，英國軍官，酒店經營者和軍事紋身製作人。[202]
- 吉爾·約翰斯頓（Jill Johnston），81歲，美國女同性戀女權主義者和作家，中風。[203]
- 埃貢·克萊普施（Egon Klepsch），80歲，德國政治家，歐洲議會議長（1992-1994）。[204]
- Sam Kooistra，75歲，美國奧運水球運動員。[205][206]
- Will Renfro，78歲，美式橄欖球運動員（華盛頓紅人隊），心臟手術后併發症。[207]
- Mohinder Singh Pujji，92歲，印度戰鬥機飛行員，中隊長（第二次世界大戰），中風。[208]
- 歐文·施瓦茨（Irving Schwartz），81歲，加拿大商人。[209]
- 鮑比·史密斯，77歲，英格蘭足球運動員（切爾西，托特納姆熱刺）。[210]
- 英格·斯滕斯蘭（Inge Steensland），86歲，挪威抵抗運動領袖和航運大亨，中風併發症。[211]
- 英格爾德·奧貝克·索爾海姆（Ingjald Ørbeck Sørheim），73歲，挪威法學家和政治家，中風併發症。[212]
- 華萊士·特納（Wallace Turner），89歲，美國普利策獎得主（《俄勒岡人報》）。[213]
- 奧斯汀·沃爾克（Austin Volk），91歲，美國政治家和歷史學家，新澤西州恩格爾伍德市市長（1960-1963,1966-1968）。[214]
- Walter Womacka，84歲，德國畫家。[215]

### 19日
- 丹·阿貝德（Dan Arbeid），82歲，英國工作室陶藝家。[216]
- 霍華德·布羅迪（Howard Brodie），94歲，美國法庭素描藝術家。[217]
- 雷·科爾曼（Ray Coleman），88歲，美國棒球運動員（布朗隊、費城A隊、白襪隊）。[需要引證]
- 巴迪·科萊特（Buddy Collette），89歲，美國爵士薩克斯管演奏家。[218]
- 鮑勃·克羅斯利（Bob Crossley），98歲，英國抽象藝術家。[219]
- 愛德華·芬隆（Edward Fenlon），106歲，美國法官。[220]
- 謝爾蓋·戈莫諾夫（Sergey Gomonov），49歲，蘇聯和白俄羅斯足球運動員和教練。[221]
- 何塞·德·赫蘇斯·古迪尼奧·佩拉約，67歲，墨西哥法學家，國家最高法院助理法官，心臟病發作。[222]
- Stoo Hample，84歲，美國漫畫家（Inside Woody Allen），癌症。[223]
- Chrysostomos II Kioussis，89歲，雅典和全希臘的希臘大主教（舊曆法主義者）。[224]
- 伊萬·基爾科夫（Ivan Kirkov），78歲，保加利亞畫家，肺癌。[225]
- 何塞·安東尼奧·拉博德塔（José Antonio Labordeta），75歲，西班牙詞曲作者、教授、作家、主持人和政治家。[226]
- 拉斯洛·波爾加，63歲，匈牙利歌劇演唱家，格萊美獎得主。[227]
- 歐文·拉維奇（Irving Ravetch），89歲，美國奧斯卡金像獎提名編劇（Hud，Norma Rae），肺炎。[228]
- 馬克斯·薩拉查（Max Salazar），78歲，美國拉丁爵士樂作家。[229]
- Murray Sayle，84歲，澳大利亞記者和戰地記者，帕金森病。[230][231]
- Bouk Schellingerhoudt，91歲，荷蘭自行車手。[232]

### 20日
- 傑克·卡西尼（Jack Cassini），90歲，美國棒球運動員。[233]
- Fud Leclerc，86歲，比利時歌手，第一位在歐洲歌唱大賽上獲得零分的人。[234][235]
- 雅各·邁爾（Jakob Mayr），86歲，奧地利羅馬天主教主教，薩爾茨堡名譽輔理主教。[236]
- 肯尼·麥金利（Kenny McKinley），23歲，美式橄欖球運動員（丹佛野馬隊），槍殺自殺。[237]
- Al Pilarcik，80歲，美國棒球運動員（堪薩斯城田徑隊、巴爾的摩金鶯隊和芝加哥白襪隊）。[238]
- 詹妮弗·拉爾丁（Jennifer Rardin），45歲，美國作家，以賈茲·帕克斯（Jaz Parks）系列奇幻小說而聞名。[239]
- 倫納德·斯金納（Leonard Skinner），77歲，美國學校教師，與阿爾茨海默病Lynyrd Skynyrd同名。[240]
- 肯尼斯·韋弗（Kenneth Weaver），94歲，美國科學作家（《國家地理》雜誌）。[241][242]

### 21日
- 卡洛斯·阿布莫霍爾（Carlos Abumohor），89歲，智利商人和投資者。[243]
- 山姆·貝利（Sam Bailey），86歲，美式橄欖球、籃球和棒球教練。[244]
- 格蕾絲·布蘭得利（Grace Bradley），97歲，美國女演員（1938年大廣播），威廉·博伊德（William Boyd）的遺孀。[245]
- 傑弗里·伯貢（Geoffrey Burgon），69歲，英國作曲家。[246]
- 約翰·克勞福德（John Crawford），90歲，美國演員（《波塞冬歷險記》《高聳的地獄》《沃爾頓一家》），中風。[247]
- 韋斯·達沃倫（Wes Davoren），82歲，澳大利亞政治家，新南威爾士州萊克姆巴立法議會議員（1984-1995）。[248]
- Vinnie Doyle，72歲，愛爾蘭記者，《愛爾蘭獨立報》編輯，短暫生病後。[249]
- 米奇·弗里曼（Mickey Freeman），93歲，美國喜劇演員和電視演員（菲爾·西爾弗斯秀）。[250]
- 伯納德·熱那亞（Bernard Genoud），68歲，瑞士羅馬天主教主教，洛桑、日內瓦和弗里堡主教（1999-2010），肺癌。[251]
- 侯仙蒂（Sindi Hawkins），52歲，加拿大政治人物，卑詩省議會議員，先後代表奧卡拿根西選區（1996年-2001年）和基隆拿—米遜選區（2001年-2009年），白血病[1][2]。
- Jerrold E. Marsden，68歲，加拿大數學家。[253]
- 詹姆斯·愛德華·邁克爾斯（James Edward Michaels），84歲，美國羅馬天主教主教，惠靈-查爾斯頓名譽輔理主教（1973-1987）[254]
- 桑德拉·蒙代尼（Sandra Mondaini），79歲，義大利女演員，長期患病。[255]
- 肯尼斯·諾斯（Kenneth North），80歲，美國空軍上將。[256]
- 唐·派特裡奇（Don Partridge），68歲，英國音樂家和單人樂隊，心臟病發作。[257]
- Shabtai Rosenne，93歲，以色列法學家和外交官，心臟驟停。[258]
- Archie Taioroa爵士，73歲，紐西蘭毛利人領袖，中風。[259]
- Rual Yarbrough，80歲，美國班卓琴演奏家，肺纖維化。[260]

### 22日
- 傑克·亞當斯（Jack A. Adams），88歲，美國工程心理學家，癌症。[261]
- 傑基·巴勒斯（Jackie Burroughs），71歲，英國出生的加拿大女演員（《通往埃文利之路》、《愛心熊大電影》、《威拉德》），胃癌。[262]
- Ray Bussard，82歲，美國游泳教練，國際游泳名人堂成員。[263]
- Mike Celizic，62歲，美國體育作家和作家，T細胞淋巴瘤。[264][265]
- 泰勒·克萊門蒂（Tyler Clementi），18歲，美國大學生和網路欺淩受害者，跳樓自殺。[266]
- 阿波斯托洛斯·迪梅利斯（Apostolos Dimelis），88歲，君士坦丁堡宗主教區希臘族長，羅得島大都會（1988-2004）。[267][268]
- Don Doll，84歲，美式橄欖球運動員和助理教練（底特律雄獅隊）。[269]
- 埃迪·費舍爾（Eddie Fisher），82歲，美國歌手和藝人，髖關節手術併發症。[270]
- 埃盧特裡奧·弗朗切斯科·福爾蒂諾（Eleuterio Francesco Fortino），72歲，義大利-阿爾巴尼亞天主教會（Lungro教區）的義大利大主教，PCPCU副秘書（自1987年起）。[271]
- 布魯諾·喬治（Bruno Giorgi），69歲，義大利足球運動員和經理。[272]
- 豪爾赫·岡薩雷斯（Jorge González），44歲，阿根廷籃球運動員和職業摔跤手，糖尿病併發症。[273]
- 格雷姆·亨特（Graeme Hunt），58歲，紐西蘭記者。[274]
- 布裡奇特·奧康納（Bridget O'Connor），49歲，英國劇作家和編劇（Tinker Tailor Soldier Spy），癌症。[275]
- 艾倫·魯德金（Alan Rudkin），68歲，英國拳擊冠軍。[276]
- 范·斯諾登（Van Snowden），71歲，美國木偶師（Child's Play，H.R. Pufnstuf，Tales from the Crypt），癌症。[277]
- 維克多·胡里奧·蘇亞雷斯·羅哈斯，57歲，哥倫比亞遊擊隊（FARC），空襲。[278]
- 維亞切斯拉夫·察廖夫，39歲，俄羅斯足球運動員。[279]
- James Tunney，83歲，加拿大奶農和政治家，安大略省參議員（2001-2002）。[280]

### 23日
- 阿爾弗雷德·阿納（Alfred Ahner），88歲，美國軍官。[281]
- 威廉·安德列斯（William Andres），85歲，加拿大政治家和農民。[282]
- 瑪律科姆·道格拉斯（Malcolm Douglas），69歲，澳大利亞叢林人和紀錄片製作人，交通事故。[283]
- Arthur Holch，86歲，美國艾美獎獲獎電視導演和製片人，心力衰竭。[284]
- 傑拉爾德·萊瑟（Gerald S. Lesser），84歲，美國心理學家，芝麻街首席顧問，腦出血。[285]
- 特蕾莎·路易斯（Teresa Lewis），41歲，美國被定罪的殺人犯，注射死刑。[286]
- 克林頓·曼格斯（Clinton Manges），87歲，美式橄欖球隊老闆（聖安東尼奧槍手隊）和石油大亨，癌症。[287]
- 費爾南多·里埃拉（Fernando Riera），90歲，智利足球運動員和教練，心臟病發作。[288]
- 鮑勃·肖（Bob Shaw），77歲，美國棒球運動員（芝加哥白襪隊），肝癌。[289][290]
- K. B. Tilak，84歲，印度獨立活動家和導演，長期患病。[291]
- 凱薩琳·沃克（Catherine Walker），65歲，英國時裝設計師，癌症。[292]

### 24日
- 喬治·巴厘斯（George Ballis），85歲，美國攝影師，癌症。[293]
- 迪克·格裡菲（Dick Griffey），71歲，美國唱片公司高管，SOLAR Records創始人，心臟手術併發症。[294]
- 威廉·哈裡森（William Harrison），75歲，美國產科醫生，白血病。[295]
- 奧斯瓦爾特·科勒（Oswalt Kolle），81歲，德國性教育家。[296]
- Anneliese Küppers，81歲，德國馬術運動員。[297]
- Olga C. Nardone，89歲，美國女演員（《綠野仙蹤》）。[298]
- 吉爾達·奧尼爾（Gilda O'Neill），59歲，英國小說家和歷史學家，藥物的副作用。[299]
- Jure Robič，45歲，斯洛維尼亞自行車手，五次獲得美國交通事故冠軍。[300]
- 聖地牙哥·薩爾法特（Santiago Salfate），94歲，智利足球運動員。[301]
- 根納季·亞納耶夫，73歲，俄羅斯政治家，蘇聯副總統（1990-1991），GKChP名義負責人（1991年），肺癌。[302]

### 25日
- 亞歷山德拉·阿爾喬緬科（Aleksandra Artyomenko），82歲，蘇聯奧運滑雪運動員。[303]
- 文森特·弗洛伊薩克爵士，82歲，聖盧西亞法學家和政治家，聖盧西亞總督（1987-1988），癌症。[304]
- 阿特·吉爾摩（Art Gilmore），98歲，美國演員和配音演員，AFTRA主席（1961-1963），自然原因。[305]
- Arne Isacsson，93歲，瑞典畫家。[306]
- 德爾伯特·蘭姆，95歲，美國奧運速度滑冰運動員（1936年，1948年），阿爾茨海默病。[307]
- 佐爾坦·帕爾科瓦奇，29歲，斯洛伐克奧運柔道運動員，交通事故。[308]
- 唐納德·泰比特爵士，90歲，英國外交官。[309]
- Karlo Umek，93歲，斯洛維尼亞奧運射擊運動員。[310]

### 26日
- 維克多·卡爾沃（Victor Calvo），86歲，美國政治家，加利福尼亞州議員（1974-1980），加利福尼亞州山景城市長，前列腺癌。[311]
- 斯坦利·柴斯（Stanley Chais），84歲，美國投資者捲入麥道夫投資醜聞，血液紊亂。[312]
- 77歲的英國爵士樂推廣人約翰尼·埃奇科姆（Johnny Edgecombe）無意中提醒當局注意普羅富莫事件，肺癌。[313]
- 斯坦·希思（Stan Heath），83歲，美式橄欖球運動員（綠灣包裝工隊）和CFL球員（卡爾加里牛仔隊），喉癌。[314]
- 62歲的英國商人吉米·赫塞爾登（Jimi Heselden）是Hesco Bastion和Segway的擁有者，他將Segway從懸崖上開了下來。[315]
- 維克多·卡利沃達（Viktor Kalivoda），33歲，捷克狂歡殺手，刺傷自殺。[316]
- 派翠克·李（Patrick Lee），79歲，加拿大聖公會主教，魯珀特地主教（1994-1999）。[317]
- 特裡·牛頓（Terry Newton），31歲，英國橄欖球聯盟球員，顯然是上吊自殺。[318]
- Arjun Kumar Sengupta，73歲，印度政治家。[319]
- 詹姆斯·斯托瓦爾（James Stovall），52歲，美國舞台演員。[320]
- 格洛麗亞·斯圖爾特（Gloria Stuart），100歲，美國電影女演員（《隱形人》《泰坦尼克號》），呼吸衰竭。[321]

### 27日
- 埃內斯托·阿爾瓦雷斯（Ernesto Álvarez），82歲，阿根廷和智利足球運動員。[322]
- 卡梅洛·阿登·奎因，97歲，烏拉圭詩人、畫家和雕塑家。[323]
- 喬治·布蘭達，83歲，美國名人堂足球運動員（芝加哥熊隊、休斯頓油人隊、奧克蘭突襲者隊）。[324]
- Dieudonné Cédor，85歲，海地畫家。[325]
- 邁克爾·吉茲（Michael Gizzi），61歲，美國詩人。[326]
- 皮埃爾·古夫羅伊（Pierre Guffroy），84歲，法國電影製作設計師和藝術總監。[327]
- 黎山，90歲，越南武術大師，長期患病。[328]
- 艾哈邁德·馬赫，75歲，埃及政治家，外交部長（2001-2004）。[329]
- 肯尼·馬里諾（Kenny Marino），66歲，美國演員（《死亡願望3》《城市王子》）。[330][331]
- 莎莉·門克（Sally Menke），56歲，美國電影剪輯師（《無恥混蛋》《殺死比爾》《低俗小說》），疑似中暑。[332]
- 卡洛斯·梅卡德（Carlos Mercader），87歲，烏拉圭奧運現代五項全能運動員。[333]
- 巴迪·莫羅（Buddy Morrow），91歲，美國爵士音樂家和樂隊領隊。[334]
- 埃利奧特·菲力浦（Elliot Philipp），95歲，英國婦產科醫生。[335]
- Real Quiet，15歲，美國純種賽馬，1998年肯塔基賽馬會和Preakness Stakes的冠軍，摔倒後脖子骨折。[336]
- 特雷弗·泰勒（Trevor Taylor），73歲，英國賽車手，癌症。[337]
- 弗蘭克·特納（Frank Turner），87歲，英國奧運體操運動員。[338][339]
- Ed Wiley Jr.，80歲，美國爵士樂和R&B薩克斯管演奏家和歌手，因摔倒而受傷。[340]

### 28日
- 庫爾特·阿爾伯特（Kurt Albert），56歲，德國登山者，登山事故。[341]
- 穆罕默德·卡齊姆·阿拉赫亞爾，阿富汗政治家，自殺式襲擊。[342]
- 莉莉婭·阿瑪菲（Lilia Amarfi），60歲，蘇聯和俄羅斯輕歌劇女演員，病重後。[343]
- 諾曼·阿特金斯（Norman Atkins），76歲，加拿大政治戰略家和政治家，安大略省參議員（1986-2009）。[344]
- Orvin Cabrera，33歲，宏都拉斯足球運動員（國家隊），肝癌。[345]
- 赫克托·克羅克薩托（Héctor Croxatto），102歲，智利科學家。[346]
- 約翰·道科姆（John Daukom），72/73歲，馬來西亞奧運短跑運動員。[347]
- 特雷弗·霍爾茲沃思爵士，83歲，英國商人。[348]
- 亞瑟·佩恩（Arthur Penn），88歲，美國電影導演和製片人（邦妮和克萊德，密蘇里休息），心力衰竭。[349]
- 約瑟夫·魯比希（Józef Rubiś），79歲，波蘭奧運滑雪運動員。[350]
- 吉賽爾·瓦萊雷（Gisèle Vallerey），80歲，法國奧運游泳運動員。[351]
- 多洛雷斯·威爾遜（Dolores Wilson），82歲，美國歌劇歌手，自然原因。[352]
- Romina Yan，36歲，阿根廷女演員（Chiquititas），心臟驟停。[353]
- 塔德烏什·扎加耶夫斯基（Tadeusz Zagajewski），97歲，波蘭電子工程師和科學家。[354]

### 29日
- 安迪·阿爾貝克（Andy Albeck），89歲，美國電影主管，聯合藝術家協會主席（1978-1981），心力衰竭。[355]
- 理查·阿布魯佐（Richard Abruzzo），47歲，美國熱氣球運動員。[356]
- 喬治·查派克，86歲，波蘭出生的法國物理學家，諾貝爾獎獲得者。[357]
- 文森佐·克羅西蒂（Vincenzo Crocitti），61歲，義大利演員（《一個普通的小人物》）。[358]
- 托尼·柯蒂斯（Tony Curtis），85歲，美國演員（《熱辣辣》《斯巴達克斯》《挑釁者》），心臟驟停。[359]
- 卡羅爾·萊默·大衛斯（Carol Rymer Davis），65歲，美國熱氣球運動員。[356]
- Herm Fuetsch，92歲，美國籃球運動員（巴爾的摩子彈隊）。[360][361]
- 格雷格·吉拉爾多（Greg Giraldo），44歲，美國喜劇演員（週五晚上與格雷格·吉拉爾多（Greg Giraldo）單口相聲），意外處方藥過量。[362]
- 克利福德·希克斯（Clifford B. Hicks），90歲，美國作家和編輯（《大眾力學》，阿爾文·費爾納德（Alvin Fernald）系列）。[363]
- 沃基·科斯蒂奇（Voki Kostić），79歲，塞爾維亞作曲家。[364]
- 阿明多·洛佩斯·科埃略，78歲，葡萄牙羅馬天主教主教，波爾圖主教（1997-2007）。[365]
- 謝爾曼·J·梅塞爾（Sherman J. Maisel），92歲，美國政府官員，美聯儲理事，呼吸衰竭。[366]
- 喬·曼特爾（Joe Mantell），94歲，美國角色演員（《馬蒂》《唐人街》《暮光之城》），肺炎。[367]
- 大衛·馬克斯（David Marques），77歲，英國橄欖球聯盟球員，癌症。[368]
- 尼克·尼科爾森（Nick Nicholson），84歲，美國大學橄欖球教練。[369]
- 瑪麗·倫德爾（Mary Rundle），103歲，英國政府官員，皇家海軍女子服役總監。[370][371]
- Rao Sikandar Iqbal，67歲，巴基斯坦政治家，國防部長（2002-2007）。[372]

### 30日
- 穆罕默德·亞丁·謝赫（Mohamed Aden Sheikh），73-74歲，索馬里醫生和政治家。[373]
- 奧斯卡·阿伏伽德羅（Oscar Avogadro），59歲，義大利作詞家。[374]
- 斯蒂芬·坎內爾（Stephen J. Cannell），69歲，美國電視製片人和作家（The A-Team，The Rockford Files，21 Jump Street），黑色素瘤併發症。[375]
- 埃德·亨利（Ed Henry），89歲，美國政治家和學者，明尼蘇達州聖克勞德市市長（1964-1970）。[376]
- Martin Ljung，93歲，瑞典演員和喜劇演員。[377]
- 羅伯特·馬克爵士，93歲，英國警官，大都會警察局局長（1972-1977）。[378]
- Aaron-Carl Ragland，37歲，美國電子舞曲音樂家，淋巴瘤。[379]
- 托爾·里希特（Tor Richter），72歲，挪威奧運射擊運動員。[380]
- 約瑟夫·索布蘭（Joseph Sobran），64歲，美國政治作家，糖尿病。[381]
- 托尼·蒂博多（Tony Thibodeaux），72歲，美國卡津音樂家。[382]